# Верховичи

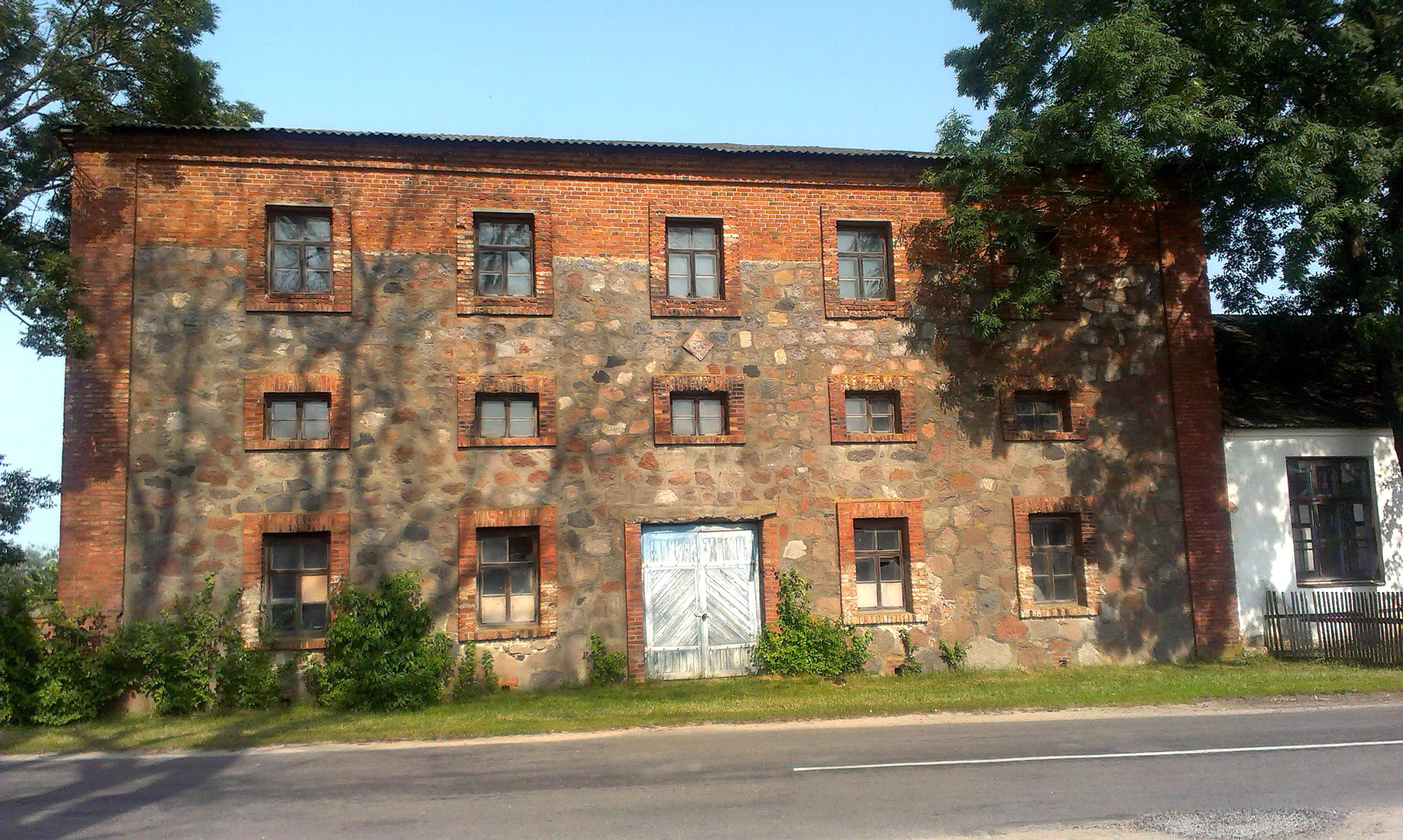
Склад бывшей усадьбы

Верховичи (бел. Вярховічы) — деревня в Каменецком районе Брестской области Белоруссии. Центр Верховичского сельсовета. Население — 408 человек (2019).

## География
Верховичи находятся в 15 км к северо-востоку от города Высокое в 22 км и к северо-западу от города Каменец. В 8 км к северо-западу проходит граница с Польшей, деревня находится в приграничной зоне с особым режимом посещения. Местность принадлежит к бассейну реки Вислы, вокруг села существует сеть мелиоративных каналов со стоком в реку Лесная. Через деревню проходит местная автодорога Оберовщина — Януши, ещё одна дорога ведёт из Верховичей в соседнюю деревню Куноховичи.

## История
Село впервые упомянуто в 1559 году в «Ревизии пущ и переходов звериных в Великом княжестве Литовском», было шляхетским имением в Берестейском повете Берестейского воеводства Великого княжества Литовского. Имение принадлежало Анне Яновне Радзивилл. В 1567 году сдавалось в аренду Василию Копатю. В 1583 году Анна Яновна передала четыре тысячи восемьсот коп. грошей литовских, которые она получила с имения Верховичи от Каспора Дембинского и его жены Марины Ивановны Коптевны, своему мужу Кристофу Андреевичу Садовскому. В 1631 году — Касперу Дембинскому и Марине Копоть. В ноябре 1655 года в рамках русско-польской войны 1654—1667 годов неподалёку от Верховичей состоялось сражение между московской армией и армией Речи Посполитой, закончившееся победой московитов.
Около 1740 года Верховичи перешли к роду Сапег.
После третьего раздела Речи Посполитой (1795) Верховичи в составе Российской империи принадлежали Брестскому уезду Гродненской губернии.
В XIX веке имение перешло в собственность рода Ротов, которые выстроили здесь усадьбу. В 1897 году местечко насчитывало 23 двора и 384 жителя, действовали две церкви, магазин, еврейский молитвенный дом, волостное правление, народное училище.
Согласно Рижскому мирному договору (1921) село вошло в состав межвоенной Польши, где принадлежало Брестскому повету Полесского воеводства. В 1923 году здесь было 45 дворов и проживало 223 жителя.
С 1939 года в составе БССР.

## Достопримечательности
- Церковь св. Николая. Деревянная церковь построена в 1933 году. Памятник архитектуры[5].
- Церковь на кладбище. Деревянная церковь в одних источниках упомянута как церковь св. Духа, в других — как Троицкая. Дата строительства спорна: государственный список историко-культурных ценностей Республики Беларусь указывает дату 1940 год, однако другие источники приводят 1876 год, в частности, именно этот год упомянут в Гродненском православном календаре 1899 года издания[6].
- Усадьба Ротов. Усадебный дом не сохранился. От зданий усадьбы сохранились два: винокурня и склад (оба начала XX века).
- Фамильный склеп Ротов. Расположен на кладбище, слева от кладбищенской церкви.
- Братская могила советских воинов. Похоронены 158 воинов. В 1956 году установлен памятник[5].

Обе церкви и братская могила включены в Государственный список историко-культурных ценностей Республики Беларусь.